# Lichtenwald
Lichtenwald település Németországban, azon belül Baden-Württembergben. Lakosainak száma 2664 fő (2023. december 31.).

## Népesség
A település népessége az elmúlt években az alábbi módon változott:
| Lakosok száma | 1842 | 2481 | 2678 | 2694 | 2676 | 2656 | 2664 |
|               | 1975 | 2014 | 2017 | 2019 | 2021 | 2022 | 2023 |